# Rudjer Josip Boscovich
Ruđer Josip Bošković (født 18. maj 1711, død 13. februar 1787) var en fysiker, astronom, matematiker, filosof, diplomat, digter, teolog, jesuittisk præst og en polymat fra republikken Ragusa (nuværende Kroatien). Han studerede og boede i Italien og Frankrig, hvor han også udgav mange af sine værker.